# Dos hombres contra el Oeste

## Argumento
Vida y hechos de dos amigos que conviven en el rancho de Walter Buckman. 

## Otros créditos
- Director de Producción: Ridgeway Callow.
- Asistente del director de producción: Jack McEdwards.
- Asistente de dirección: Alan Callow.
- Director de la segunda unidad: Dick Crockett.
- Montaje: John F. Burnett
- Sonido: Harry W. Tetrick y Bruce Wright.
- Editor musical: William Saracino.
- Dirección artística: George W. Davis y Addison Hehr
- Decorados: Reg Allen y Robert R. Benton.
- Diseño de vestuario: Jack Bear
- Maquillaje: Cherie (peluquería) y Thomas Tuttle (maquillaje).

## Curiosidades
- Rodada en Metrocolor.
- El padrastro de Blake Edwards, Jack McEdwards, formó parte del equipo de producción.